# George Augustus Wallis
George Augustus Wallis, irrtümlich auch John William Wallis (* 1761 in Merton bei London; † 15. März 1847 in Florenz), war ein schottischer Landschaftsmaler, Zeichner und Kunstagent, der überwiegend in Italien wirkte.

## Leben
Wallis’ künstlerische Ausbildung liegt im Dunkeln. Vom Earl of Warwick protegiert, reiste er 1788 in Begleitung seiner schottischen Ehefrau Maria Magdalena Boyick († 1804) über die Schweiz ins südliche Italien. Dort blieb er bis 1794 in Neapel. 1789 wurde seine Tochter Emilia geboren, die den deutschen Maler Gottlieb Schick heiratete. Er verkehrte im Umfeld des britischen Gesandten für das Königreich Neapel, Sir William Hamilton, und besuchte 1792/1793 mit Thomas Hope und Baron Berwick Sizilien. In den Jahren 1794 bis 1806 lebte er in Rom, wo sein Sohn Traiano Wallis (1794–1892), der ebenfalls ein Maler wurde, und 1806 seine Tochter Giuditta geboren wurde. Diese wurde 1835 Ehefrau des deutschen Malers Carl Friedrich Heinrich Werner.
Wallis unternahm zahlreiche Reisen in Mittelitalien, etwa 1794 mit Joseph Gandy und Richard Westmacott durch die künstlerisch relativ unerschlossenen Abruzzen. Mit Vorliebe zeichnete er den bewusst der Natur überlassenen Park der Villa Chigi in Ariccia. Wegen demokratischer Sympathien wurde er von in Rom ansässigen Briten verdächtigt, als französischer Spion zu agieren.

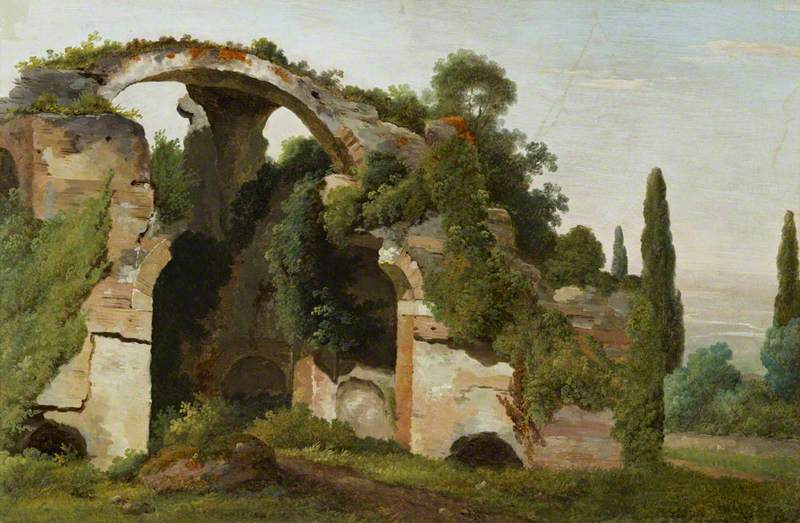
Villa Adriana, National Galleries of Scotland

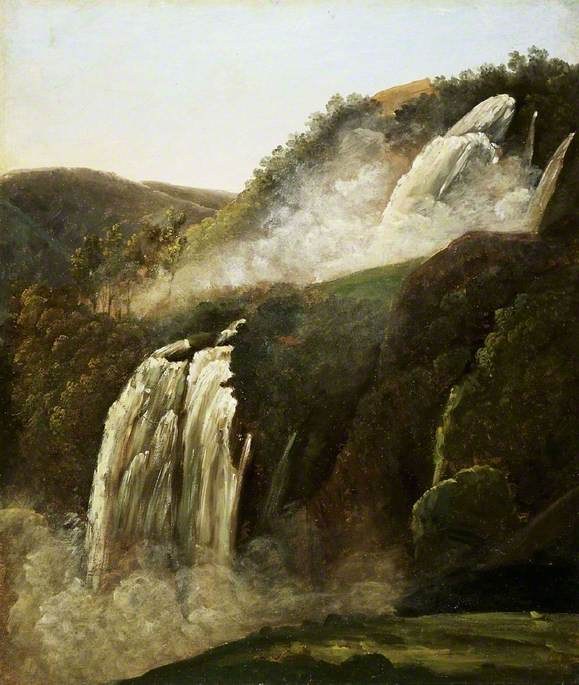
Cascata delle Marmore, Fitzwilliam-Museum

Bevorzugt bewegte sich Wallis im Milieu der Deutschrömer und pflegte freundschaftliche Beziehungen zu Joseph Anton Koch und Johann Christian Reinhart. Eng waren seine Freundschaften mit Asmus Carstens, der ihn zur Ossian-Thematik ermunterte, sowie mit Bertel Thorvaldsen, dessen Figuren in Wallis’ Landschaftszeichnungen mehrfach auftauchen. Bekannt war Wallis auch mit August Wilhelm Schlegel und Madame de Staël, die in ihrem einflussreichen Roman Corinne ou l’Italie zwei Landschaftsgemälde des Cincinnatus und aus Ossian beschrieb, welche Friedrich Schlegel in der deutschen Übersetzung (1807) als Bilder Wallis’ identifizierte und ihn dadurch weithin bekannt machte. In den Jahren 1805/1806 logierte der englische Dichter Samuel Taylor Coleridge bei ihm. Über dessen Freund Washington Allston eignete sich Wallis eine lasierende Maltechnik an.
1806 wurde er Mitglied der Accademia di San Luca. Vermutlich im gleichen Jahr vermählte er sich in zweiter Ehe mit Orsola di Pomerdi (Pomardi), die seine Dienstmagd gewesen war. Ebenfalls 1806 kehrte er nach London zurück. Dort traf er den Kunstspekulanten William Buchanan (1777–1864), für den er 1807 über Lissabon (von Francesco Bartolozzi unterstützt) nach Spanien reiste, um unter Ausnutzung der Kriegswirren Gemälde anzukaufen (unter anderem von Peter Paul Rubens, Bartolomé Murillo und die Venus von Rokeby von Diego Velázquez).
1810 weilte er erneut in Italien, 1811 in Mailand. Wegen der Kontinentalsperre musste er seine Kunstkäufe 1812 von Stralsund nach London einschiffen. Auf der Reise dorthin besucht er Heidelberg, wo er von 1812 bis 1816 wohnte. Sein dortiges, von illustren Besuchern frequentiertes Atelier wurde 1815 von Johann Wolfgang von Goethe, den Brüdern Melchior und Sulpiz Boisserée, dem österreichischen Kaiser Franz I. und dem russischen Zaren Alexander I. besucht. In den Jahren 1814 bis 1816 bereiste er die Schweizer Alpen, außerdem Paris und London.
1817 ließ er sich für den Rest seines Lebens in Florenz nieder, wo er 1818 in die Accademia di Belle Arti aufgenommen wurde. Sommers zog er Aufenthalte in der nahegelegenen Villa Bellosguardo vor. Im Jahr 1818 und in den Jahren 1823 bis 1825 sind Besuche in der Provinz Massa-Carrara verbürgt, 1820 ein Besuch in Paris.
Wallis sammelte Gemälde des Trecento und Quattrocento, unter anderem von Bernardo Daddi und Lorenzo Monaco.

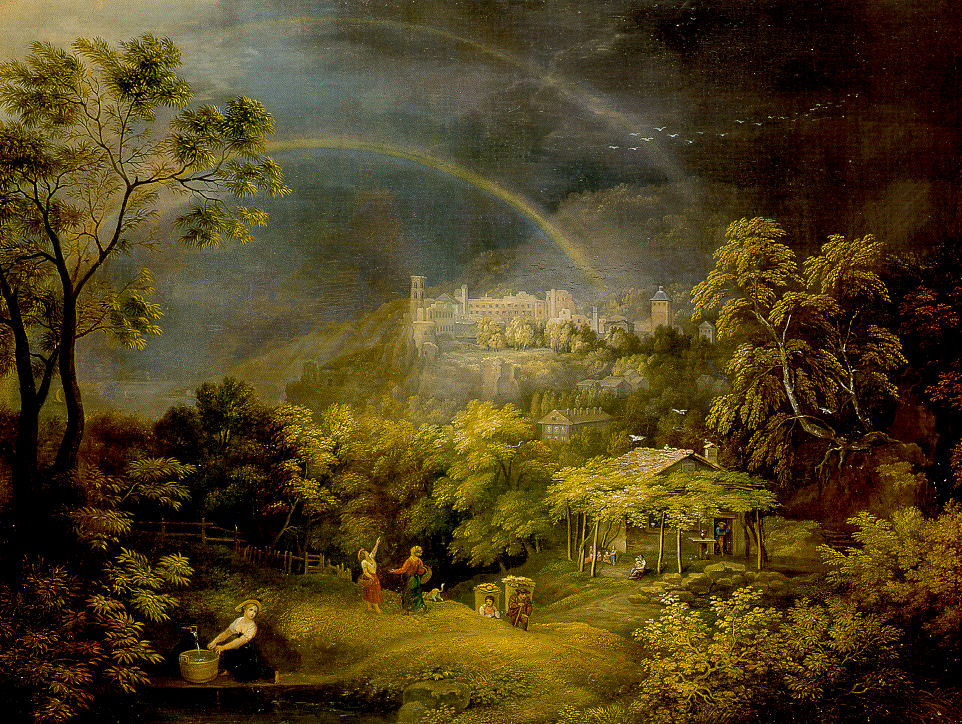
Heidelberg unter doppeltem Regenbogen, 1812

Zu Lebzeiten renommiert, heute aber weitgehend vergessen, steht der als „englischer Poussin“ bezeichnete Maler an der Schwelle vom Klassizismus zur Romantik. In Neapel noch unter dem Einfluss von Jakob Philipp Hackert stehend, dessen Atelier er häufiger besucht hatte, löste er sich in Rom von ihm. In atmosphärischen, von reichem Kolorit geprägten Gemälden verknüpfte er die Heroische Landschaft in der Art von Koch mit dem Figurenstil von Carstens. In den Ossian-Gemälden (heute alle verlorenen) erhob er die Landschaft selbst zum emotionalen Träger der Erzählung, während er die Figuren nicht agierend, sondern kontemplativ wiedergab. Sein Schwiegersohn Schick beschrieb Wallis als den wahrscheinlich besten Landschaftsmaler seiner Zeit in Rom. Carstens vergleichbar, sind viele seiner detailrealistischen Zeichnungen nicht nur Vorstudien, sondern autonome Kunstwerke. Durch seine Landschaftsauffassung beeinflusste er in Heidelberg junge Maler wie Carl Rottmann und Ernst Fries, etwa durch das Gemälde Heidelberg unter doppeltem Regenbogen (1812, Goethe-Museum, Frankfurt am Main). Sie besuchten ihn später auch in Italien. Spätere Gemälde wie Heroische Landschaft mit den drei Parzen und Heroische Landschaft mit einem Motiv aus Dantes Göttlicher Komödie (beide nach 1817, Staatsgalerie Stuttgart) sind mit kontrastweckenden Farben summarischer angelegt. In den 1820er Jahren entsteht Wallis’ Odysseus-Zyklus von Wandgemälden im Palazzo Pucci, Florenz (Entwurfszeichnungen den Uffizien, Florenz), bald darauf Landschaftsfresken in der Villa Pozzolo bei Montaione.
Wallis’ Grab befindet sich auf dem Cimitero degli Inglesi in Florenz.